# Bimmen
Bimmen est un quartier de la ville de Clèves (Land de Rhénanie-du-Nord-Westphalie), en Allemagne. Situé au nord-ouest de la ville, près du Rhin, il compte 170 habitants pour 2,09 km2.